# Vlačine
Vlačine je umjetno jezero u Hrvatskoj. Nalazi se u Zadarskoj županiji, u Suhovara, koje su naselje u sastavu općine Poličnik, i u blizini autoceste A1. Površina iznosi 243 333 m².